# Ejido el Quemadito
Ejido el Quemadito är en ort i Mexiko.   Den ligger i kommunen Culiacán och delstaten Sinaloa, i den västra delen av landet, 1 000 km nordväst om huvudstaden Mexico City. Ejido el Quemadito ligger 37 meter över havet och antalet invånare är 748.
Terrängen runt Ejido el Quemadito är platt åt sydväst, men åt nordost är den kuperad. Runt Ejido el Quemadito är det ganska tätbefolkat, med 155 invånare per kvadratkilometer. Närmaste större samhälle är Culiacán, 10,6 km norr om Ejido el Quemadito. Trakten runt Ejido el Quemadito består till största delen av jordbruksmark.